# Carex bradei
Espèce
Classification phylogénétique
Carex bradei est une espèce de plantes du genre Carex et de la famille des Cyperaceae.